# جامع العجوزين

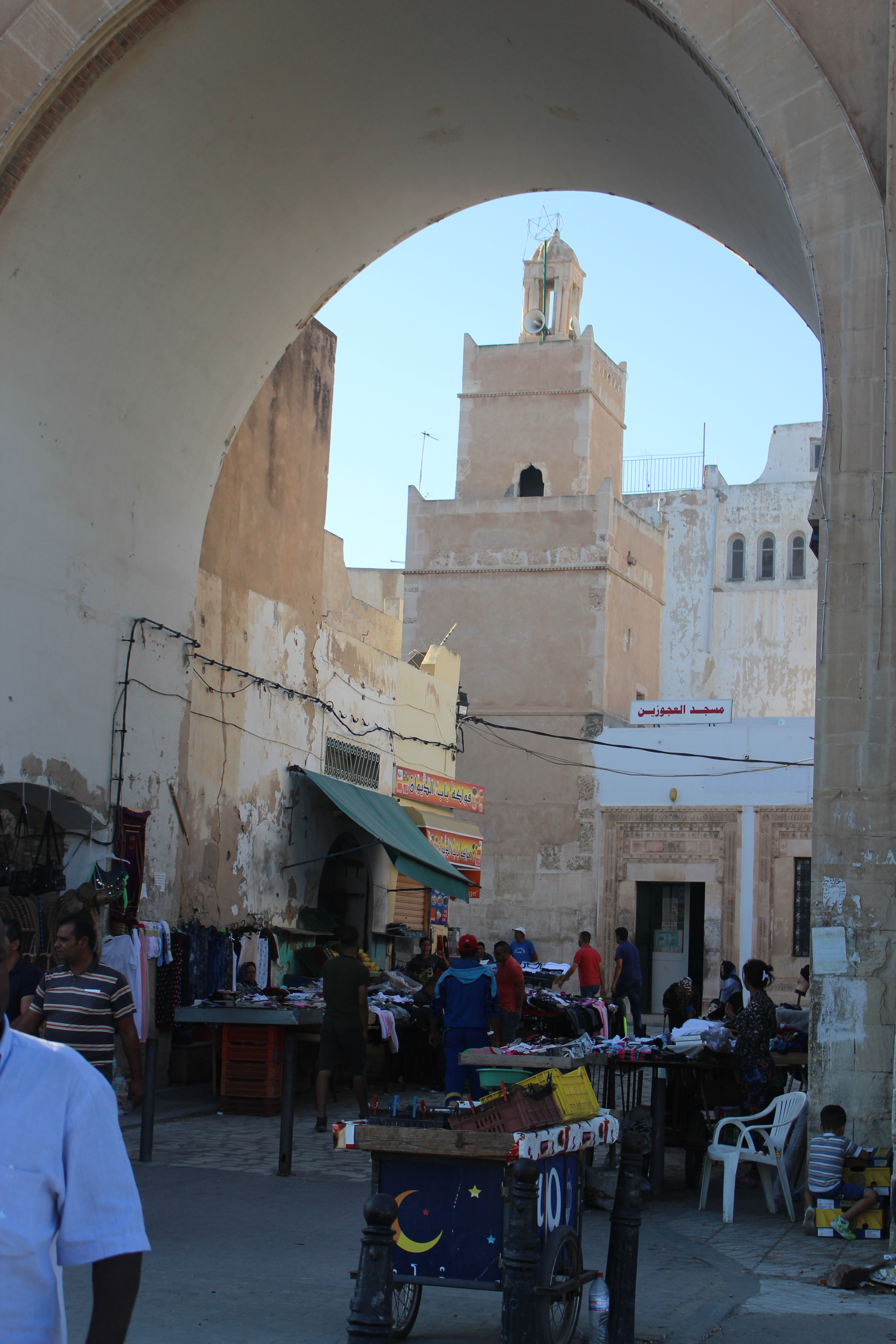
جامع العجوزين من باب الديوان

جامع العجوزين واحد من مساجد مدينة صفاقس العتيقة.

## موقعه
يوجد مسجد العجوزين بالجزء الجنوبي من المدينة قبالة باب الديوان أو باب البحر. و هو على مقربة من جامع سيدي عبد المولى.

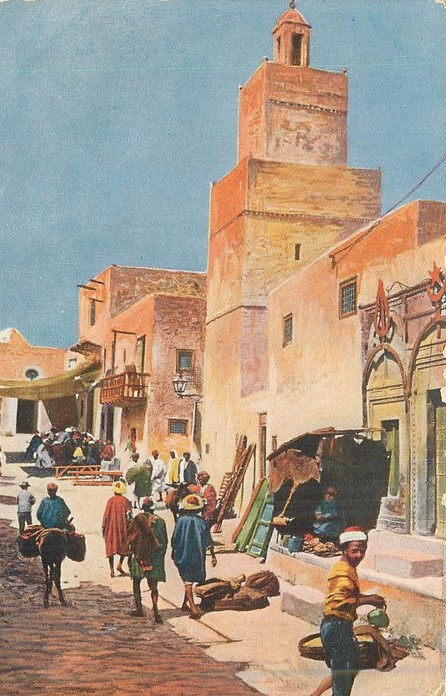
جامع العجوزين في القرن العشرين

## تاريخه
حسب الروايات الشعبية، فإن قطعة الأرض التي يشغلها الجامع حاليا كان في الأصل بها  منزلان لسيدتين مسنتين لم تنجبا أبناء. و مع تقدمهما في العمر، اتفقتا على التبرع ببيتيهما ودمجهما حتى أصبحا مصلى. و من هنا اشتق المعلم اسمه الذي لا زال يحافظ عليه حتى يومنا هذا.
تمت إقامة أول صلاة جمعة به سنة 1922. و كالعديد من المعالم الأخرى، تعرض جامع العجوزين إلى أضرار كبيرة جراء قصف الحرب العالمية الثانية. إذ تدمر جزء كبير منه. إلا أن بلدية المدينة قامت بأعمال ترميم مهمة به سنة 1963.

## هندسته
تأكد هندسة المسجد رواية اسم الجامع. إذ به صحنان شرقي وغربي، الأمر الذي لا يوجد له مثيل اخر في مساجد المدينة.